# 安布爾戰役
安布爾戰役發生於1749年8月3日，是第二次卡那提克戰爭的第一次重大戰役。這場戰鬥由希達亞特·穆希發起，安華魯丁·汗在戰鬥中陣亡，使得嬋達·沙希布佔領卡納蒂克蘇丹國。
約瑟夫·弗朗索瓦·杜布雷率領的法軍是這場戰役勝利的關鍵因素。